# محمد كورت
محمد كورت (بالألمانية: Mehmet Kurt) هو لاعب كرة قدم ألماني، ولد في 9 يناير 1996 في هاغن في ألمانيا.

## وصلات خارجية
- محمد كورت على موقع قاعدة بيانات كرة القدم.إي يو (الإنجليزية)
- محمد كورت على موقع بيانات كرة القدم. دي إي (الألمانية)
- محمد كورت على موقع Soccerway.com (الإنجليزية)
- محمد كورت على موقع عالم كرة القدم.نت (الإنجليزية)